# Färila församling
Färila församling var en församling i Uppsala stift och i Ljusdals kommun i Gävleborgs län. Församlingen uppgick 2010 i Färila-Kårböle församling.

## Administrativ historik
Församlingen har medeltida ursprung. Under medeltiden utbröts Ytterhogdals församling, 1748 utbröts Los församling och 1923 Kårböle församling. 
Församlingen utgjorde på 1300-talet ett eget pastorat för att därefter till 1609 vara annexförsamling i pastoratet Ljusdal och Färila. Från 1609 till 1748 åter eget pastorat, därefter till 1846 moderförsamling i pastoratet Färila och Los. Från 1846 till 1923 åter eget pastorat för att därefter till 2010 vara moderförsamling i pastoratet Färila och Kårböle som 1995 utökades med Los och Hamra församling (2002 hopslagna till Los-Hamra församling). Församlingen uppgick 2010 i Färila-Kårböle församling medan pastoratet kvarstod nu bestående av församlingarna Färila-Kårböle och Los-Hamra .

## Organister
| Ämbetstid | Namn                     | Levnadstid | Övrigt    |
| --------- | ------------------------ | ---------- | --------- |
| 1957–1964 | Gunnar Vilhelm Rosenberg | 1913–      | Organist. |

## Befolkningsutveckling
| Befolkningsutvecklingen i Färila församling 1930–1990         | Befolkningsutvecklingen i Färila församling 1930–1990 | Befolkningsutvecklingen i Färila församling 1930–1990 | Befolkningsutvecklingen i Färila församling 1930–1990 | Befolkningsutvecklingen i Färila församling 1930–1990 |
| ------------------------------------------------------------- | ----------------------------------------------------- | ----------------------------------------------------- | ----------------------------------------------------- | ----------------------------------------------------- |
|                                                               |                                                       |                                                       |                                                       |                                                       |
| År                                                            |                                                       |                                                       | Folkmängd                                             |                                                       |
| 1930                                                          | 1930                                                  |                                                       | 5 577                                                 |                                                       |
| 1940                                                          | 1940                                                  |                                                       | 5 541                                                 |                                                       |
| 1950                                                          | 1950                                                  |                                                       | 5 489                                                 |                                                       |
| 1960                                                          | 1960                                                  |                                                       | 5 090                                                 |                                                       |
| 1970                                                          | 1970                                                  |                                                       | 4 375                                                 |                                                       |
| 1980                                                          | 1980                                                  |                                                       | 4 085                                                 |                                                       |
| 1990                                                          | 1990                                                  |                                                       | 3 876                                                 |                                                       |
| Anm: Källor: Demografiska databasen, CEDAR, Umeå universitet. |                                                       |                                                       |                                                       |                                                       |

## Kyrkor
- Färila kyrka